# Geranomyia arecuna
Geranomyia arecuna är en tvåvingeart som först beskrevs av Alexander 1931.  Geranomyia arecuna ingår i släktet Geranomyia och familjen småharkrankar.
Artens utbredningsområde är Venezuela. Inga underarter finns listade i Catalogue of Life.